# Didier Faivre-Pierret
Didier Faivre-Pierret (n. 20 aprilie 1965, Pontarlier, Franche-Comté⁠(d), Franța) este un ciclist de performanță ce a reprezentat Franța, medaliat olimpic. A participat la o ediție a Jocurilor Olimpice (1992) în care a câștigat o medalie de bronz.

## Participări
Lista de mai jos prezintă principalele competiții la care a participat Didier Faivre-Pierret de-a lungul carierei.
- cycling at the 1992 Summer Olympics – men's team time trial[*]